# Леманн, Маттиас
Маттиас Леманн (нем. Matthias Lehmann; род. 28 мая 1983 года, Ульм, Германия) — немецкий футболист, полузащитник.

## Клубная карьера
Маттиас начал карьеру в футбольном клубе «Ульм 1846» в сезоне 2000/01. В первом сезоне он сыграл четыре матча. После этого футболист пополнил ряды «Штутгарта II», где за сезон отличился 10 раз в 15 играх, а также дебютировал в матче Кубка против «Гройтера». Его команда заняла 16-е место в Региональной Лиге и вылетела в Оберлигу.
В 2003 году футболист перешел в «Мюнхен 1860». В первом сезоне отметился одним голом в 17 матчах, однако команда закончила турнир на 18-м месте и вылетела из Бундеслиги. В последующих двух сезонах Маттиас забил по шесть голов, проведя 34 и 35 игр соответственно.
В 2006 году Леманн стал игроком «Алемании». За новый клуб в первом сезоне он забил трижды в 34 матчах.
В 2009 году футболист перешел в «Санкт-Паули». Однако и там ему не удалось задержаться надолго. В 2011 году «пираты» вылетели из Бундеслиги, а Леманн в очередной раз сменил клуб, пополнив состав «Айнтрахта» (Франкфурт).
В 2012 году Маттиас стал игроком клуба «Кёльн». В своём первом сезоне он сыграл за «козлов» 29 матчей во всех соревнованиях. В сезоне 2014/15 Леманн забил шесть голов в 35 матчах. В сезоне 2015/16 годов футболист принимал участие всего в пяти играх и ни разу не смог забить.